# La Ville des hibiscus
Pour plus de détails, voir Fiche technique et Distribution.
La Ville des hibiscus (chinois simplifié : 芙蓉镇 ; chinois traditionnel : 芙蓉鎮 ; pinyin : fúróng zhèn ; litt. « bourg hibiscus ») est un film chinois de Xie Jin d'après l'œuvre de Gu Hua (古华), sorti en 1986, Coq d'or 1987 du meilleur film. Liu Xiaoqing obtient le prix de la meilleure actrice en 1987 pour son rôle dans ce film.
Le village de la province du Hunan dans lequel le film a été tourné, qui s’appelait Wang cun (王村) auparavant, a été renommé Furong zhen en 2007, en l'honneur de ce film.